# Giro d'Italia 1929
Il Giro d'Italia 1929, diciassettesima edizione della "Corsa Rosa", si svolse in quattordici tappe dal 19 maggio al 9 giugno 1929, per un percorso totale di 2 914 km. Fu vinto dall'italiano Alfredo Binda alla quarta vittoria, terza consecutiva. Su 166 partenti, arrivarono al traguardo finale 99 corridori.
Il Giro del 1929 fu caratterizzato da un percorso particolare, prevalentemente concentrato nel Sud Italia nonostante le grandi difficoltà organizzative che ne conseguivano: oltre alla scarsità di strade asfaltate, vi erano anche problemi logistici, data la scarsità di alloggi e la difficoltà nel reperire benzina e acqua. 
Binda dominò questa edizione, con la vittoria di otto tappe consecutivamente, tre secondi posti ed un terzo. Proprio a causa della netta superiorità venne accolto da fischi all'ingresso dell'Arena Civica e si rifugiò in lacrime nel furgone della sua squadra, la Legnano. Una tragedia segnò la seconda tappa, da Napoli a Foggia, quando Gaetano Belloni, vincitore della prima frazione e leader della corsa, cadde perdendo 14 minuti, riuscì a recuperare e raggiungere il gruppo, ma un ragazzo attraversò la strada e finì sotto le sue ruote, morendo. Belloni si ritirò per la disperazione.

## Tappe
| Tappa  | Data      | Percorso             | km    | Vincitore di tappa  | Leader cl. generale |
| ------ | --------- | -------------------- | ----- | ------------------- | ------------------- |
| 1ª     | 19 maggio | Roma > Napoli        | 235   | Gaetano Belloni     | Gaetano Belloni     |
|        | 20 maggio | giorno di riposo     |       |                     |                     |
| 2ª     | 21 maggio | Napoli > Foggia      | 185   | Alfredo Binda       | Gaetano Belloni     |
|        | 22 maggio | giorno di riposo     |       |                     |                     |
| 3ª     | 23 maggio | Foggia > Lecce       | 282   | Alfredo Binda       | Gaetano Belloni     |
|        | 24 maggio | giorno di riposo     |       |                     |                     |
| 4ª     | 25 maggio | Lecce > Potenza      | 270   | Alfredo Binda       | Alfredo Binda       |
|        | 26 maggio | giorno di riposo     |       |                     |                     |
| 5ª     | 27 maggio | Potenza > Cosenza    | 264   | Alfredo Binda       | Alfredo Binda       |
|        | 28 maggio | giorno di riposo     |       |                     |                     |
| 6ª     | 29 maggio | Cosenza > Salerno    | 295   | Alfredo Binda       | Alfredo Binda       |
|        | 30 maggio | giorno di riposo     |       |                     |                     |
| 7ª     | 31 maggio | Salerno > Formia     | 220   | Alfredo Binda       | Alfredo Binda       |
|        | 1º giugno | giorno di riposo     |       |                     |                     |
| 8ª     | 2 giugno  | Formia > Roma        | 198   | Alfredo Binda       | Alfredo Binda       |
| 9ª     | 3 giugno  | Roma > Orvieto       | 120   | Alfredo Binda       | Alfredo Binda       |
| 10ª    | 4 giugno  | Orvieto > Siena      | 150   | Mario Bianchi       | Alfredo Binda       |
| 11ª    | 5 giugno  | Siena > La Spezia    | 192   | Alfredo Dinale      | Alfredo Binda       |
|        | 6 giugno  | giorno di riposo     |       |                     |                     |
| 12ª    | 7 giugno  | La Spezia > Parma    | 135   | Domenico Piemontesi | Alfredo Binda       |
| 13ª    | 8 giugno  | Parma > Alessandria  | 152   | Mario Bianchi       | Alfredo Binda       |
| 14ª    | 9 giugno  | Alessandria > Milano | 216   | Alfredo Dinale      | Alfredo Binda       |
| Totale | Totale    | Totale               | 2 914 |                     |                     |

## Dettagli delle tappe

### 1ª tappa
- 19 maggio: Roma > Napoli – 235 km

Risultati
| Pos. | Corridore           | Squadra | Tempo    |
| ---- | ------------------- | ------- | -------- |
| 1    | Gaetano Belloni     | Bianchi | 8h27'09" |
| 2    | Antonio Negrini     | Maino   | s.t.     |
| 3    | Domenico Piemontesi | Bianchi | s.t.     |

### 2ª tappa
- 21 maggio: Napoli > Foggia – 185 km

Risultati
| Pos. | Corridore           | Squadra | Tempo    |
| ---- | ------------------- | ------- | -------- |
| 1    | Alfredo Binda       | Legnano | 6h28'17" |
| 2    | Domenico Piemontesi | Bianchi | s.t.     |
| 3    | Alfredo Dinale      | Legnano | s.t.     |

### 3ª tappa
- 23 maggio: Foggia > Lecce – 282 km

Risultati
| Pos. | Corridore           | Squadra | Tempo    |
| ---- | ------------------- | ------- | -------- |
| 1    | Alfredo Binda       | Legnano | 9h47'10" |
| 2    | Gaetano Belloni     | Bianchi | s.t.     |
| 3    | Domenico Piemontesi | Bianchi | s.t.     |

### 4ª tappa
- 25 maggio: Lecce > Potenza – 270 km

Risultati
| Pos. | Corridore           | Squadra | Tempo     |
| ---- | ------------------- | ------- | --------- |
| 1    | Alfredo Binda       | Legnano | 10h30'24" |
| 2    | Luigi Giacobbe      | Maino   | s.t.      |
| 3    | Leonida Frascarelli | Ideor   | s.t.      |

### 5ª tappa
- 27 maggio: Potenza > Cosenza – 264 km

Risultati
| Pos. | Corridore           | Squadra | Tempo     |
| ---- | ------------------- | ------- | --------- |
| 1    | Alfredo Binda       | Legnano | 10h35'08" |
| 2    | Domenico Piemontesi | Bianchi | s.t.      |
| 3    | Antonio Negrini     | Maino   | s.t.      |

### 6ª tappa
- 29 maggio: Cosenza > Salerno – 295 km

Risultati
| Pos. | Corridore           | Squadra | Tempo     |
| ---- | ------------------- | ------- | --------- |
| 1    | Alfredo Binda       | Legnano | 12h14'12" |
| 2    | Domenico Piemontesi | Bianchi | s.t.      |
| 3    | Adriano Zanaga      | Touring | s.t.      |

### 7ª tappa
- 31 maggio: Salerno > Formia – 220 km

Risultati
| Pos. | Corridore           | Squadra | Tempo    |
| ---- | ------------------- | ------- | -------- |
| 1    | Alfredo Binda       | Legnano | 7h58'37" |
| 2    | Antonio Negrini     | Maino   | s.t.     |
| 3    | Domenico Piemontesi | Bianchi | s.t.     |

### 8ª tappa
- 2 giugno: Formia > Roma – 198 km

Risultati
| Pos. | Corridore           | Squadra | Tempo    |
| ---- | ------------------- | ------- | -------- |
| 1    | Alfredo Binda       | Legnano | 6h44'59" |
| 2    | Domenico Piemontesi | Bianchi | s.t.     |
| 3    | Antonio Negrini     | Maino   | s.t.     |

### 9ª tappa
- 3 giugno: Roma > Orvieto – 120 km

Risultati
| Pos. | Corridore           | Squadra   | Tempo    |
| ---- | ------------------- | --------- | -------- |
| 1    | Alfredo Binda       | Legnano   | 4h45'17" |
| 2    | Alfonso Crippa      | La Rafale | a 24"    |
| 3    | Domenico Piemontesi | Bianchi   | a 30"    |

### 10ª tappa
- 4 giugno: Orvieto > Siena – 150 km

Risultati
| Pos. | Corridore          | Squadra | Tempo    |
| ---- | ------------------ | ------- | -------- |
| 1    | Mario Bianchi      | Gloria  | 5h32'52" |
| 2    | Alfredo Binda      | Legnano | s.t.     |
| 3    | Battista Giuntelli | Bianchi | s.t.     |

### 11ª tappa
- 5 giugno: Siena > La Spezia – 192 km

Risultati
| Pos. | Corridore           | Squadra | Tempo    |
| ---- | ------------------- | ------- | -------- |
| 1    | Alfredo Dinale      | Legnano | 7h07'58" |
| 2    | Domenico Piemontesi | Bianchi | s.t.     |
| 3    | Alfredo Binda       | Legnano | s.t.     |

### 12ª tappa
- 7 giugno: La Spezia > Parma – 135 km

Risultati
| Pos. | Corridore           | Squadra | Tempo    |
| ---- | ------------------- | ------- | -------- |
| 1    | Domenico Piemontesi | Bianchi | 4h07'49" |
| 2    | Alfredo Binda       | Legnano | s.t.     |
| 3    | Albino Binda        | Legnano | a 1'34"  |

### 13ª tappa
- 8 giugno: Parma > Alessandria – 152 km

Risultati
| Pos. | Corridore           | Squadra | Tempo    |
| ---- | ------------------- | ------- | -------- |
| 1    | Mario Bianchi       | Gloria  | 5h05'16" |
| 2    | Leonida Frascarelli | Ideor   | s.t.     |
| 3    | Adriano Zanaga      | Touring | s.t.     |

## Classifiche finali

### Classifica generale
| Pos. | Corridore           | Squadra   | Tempo      |
| ---- | ------------------- | --------- | ---------- |
| 1    | Alfredo Binda       | Legnano   | 107h18'24" |
| 2    | Domenico Piemontesi | Bianchi   | a 3'44"    |
| 3    | Leonida Frascarelli | Ideor     | a 5'04"    |
| 4    | Antonio Negrini     | Maino     | a 6'36"    |
| 5    | Luigi Giacobbe      | Maino     | a 8'43"    |
| 6    | Allegro Grandi      | Bianchi   | a 12'52"   |
| 7    | Giuseppe Pancera    | La Rafale | a 14'44"   |
| 8    | Alfonso Piccin      | Bianchi   | a 15'29"   |
| 9    | Michele Orecchia    | La Rafale | a 15'33"   |
| 10   | Ambrogio Morelli    | Gloria    | a 16'29"   |